# Jürgen Pföhler
Jürgen Pföhler (* 11. Juni 1958 in Wittlich) ist ein deutscher Jurist und Politiker (CDU). Von 2000 bis 2021 war er Landrat des rheinland-pfälzischen Landkreises Ahrweiler.

## Leben
Pföhler verbrachte seine Kindheit in Prüm. Er studierte Rechtswissenschaft an den Universitäten Augsburg und Trier, trat 1980 in den Vorbereitungsdienst des Landes Rheinland-Pfalz ein und absolvierte dort die Erste und Zweite juristische Staatsprüfung. Er promovierte im Dezember 1986 an der Universität Trier zum Dr. iur. und absolvierte dann in London ein einjähriges Studium des Europarechts am King’s College.
Pföhler arbeitete ab 1987 in der Grundsatzabteilung des Bundesministeriums für Wirtschaft in Bonn. In der CDU/CSU-Bundestagsfraktion wurde er 1989 für vier Jahre als Fraktionsreferent zuständig für die Arbeitsgruppe Wirtschaft. Von Februar bis April 1993 war Pföhler im Leitungsstab des Bundesministeriums für Forschung und Technologie unter Matthias Wissmann beschäftigt, dem er im Mai 1993 ins Bundesministerium für Verkehr folgte. Nach dem Regierungswechsel von Oktober 1998 übernahm Pföhler die Leitung des Statistikreferats im Bundesministerium für Verkehr, Bau- und Wohnungswesen.

### Politik
Am 16. Januar 2000 wurde Pföhler zum Landrat des Landkreises Ahrweiler gewählt. In dieser Funktion war er seit dem 2. Februar 2000 sowohl Vorsitzender des Kreistages und politischer Repräsentant des Landkreises als auch Leiter der Kreisverwaltung. Gleichzeitig war er Mitglied des CDU-Kreisvorstandes, der CDU-Kreistagsfraktion und des vierköpfigen Aufsichtsrats der Nürburgring GmbH. Um 2016 war Pföhler eine Zeitlang Vorsitzender des Aufsichtsrates der Kreissparkasse Ahrweiler. Außerdem hatte er in deren Verwaltungsrat langjährig den Vorsitz inne. Seit 2019 war er zudem Verbandsvorsteher des Zweckverbandes Schienenpersonennahverkehr Rheinland-Pfalz Nord. Am 3. Juni 2007 wurde er für weitere acht Jahre zum Landrat des Landkreises Ahrweiler gewählt, wobei er sich knapp gegen seinen Herausforderer Josef Meyer (FDP) durchsetzte. Ein weiteres Mal gewann er die Wahl am 10. Mai 2015.

#### Rolle beim Ahr-Hochwasser
Nach dem Hochwasser im Ahrtal im Juli 2021 wurde Pföhler vorgeworfen, er habe zu spät den Katastrophenfall ausgerufen und die Teilevakuierung angeordnet. Das zuständige Landesamt für Umwelt (LfU) hatte in der Nacht auf den 15. Juli mehrfach gewarnt. Das LfU meldete gegen 21:30 Uhr einen zu erwartenden Pegelstand von fast sieben Metern. Als Pföhler um 23:09 Uhr den Katastrophenfall schließlich ausrief, waren bereits mehrere Stunden vergangen und Häuser waren von den Wassermassen mitgerissen worden.
Zu diesem Zeitpunkt gab Pföhler noch den Rat aus, sich in die oberen Stockwerke der Häuser zu begeben. Im Kreis Ahrweiler starben bei der Flutkatastrophe mehr als 130 Menschen, darunter zwölf Bewohner eines Heims für Menschen mit geistiger Behinderung in Sinzig, deren Nachtwache sie nicht vor dem Ertrinken bewahren konnte. Der rheinland-pfälzische Innenminister Roger Lewentz (SPD) betonte, eine Entscheidung zu einer möglichen Evakuierung habe in der Verantwortung des Landkreises gelegen.
Der Krisenforscher Frank Roselieb (Universität Kiel) erhob 2021 schwere Vorwürfe gegen Pföhler und begründete sie damit, dass das Katastrophenschutzmanagement zu den Kernfunktionen jedes Landrats gehöre.
Pföhler wies 2021 Schuldzuweisungen gegen Beteiligte summarisch zurück. Er verwahrte sich gegen den Vorwurf, für mögliche Versäumnisse bei der Warnung der Bevölkerung im Ahrtal selbst verantwortlich zu sein, und behauptete, die technische Einsatzleitung sei für die Alarmierung der Bevölkerung verantwortlich gewesen.
Am 6. August 2021 leitete die Staatsanwaltschaft Koblenz ein Ermittlungsverfahren gegen Pföhler und ein Mitglied des Krisenstabes ein; es bestehe ein Anfangsverdacht auf fahrlässige Tötung und fahrlässige Körperverletzung durch Unterlassen. Sie betonte (wie bei solchen Verfahren üblich) die Unschuldsvermutung während des Verfahrens.
Pföhler war seit dem 11. August 2021 krankgeschrieben und übte sein Amt nicht aus.
Die CDU-Kreistagsfraktion teilte am 17. August 2021 mit, es sei erkennbar geworden, dass es in der Vergangenheit und am Tag der Katastrophe Versäumnisse und Fehler gegeben habe. Das Vertrauen der Menschen sei „nicht mehr gegeben“; die weitere Amtsausübung sei mit laufenden strafrechtlichen Ermittlungen unvereinbar. Daher sei ein personeller Neuanfang nötig.
Pföhler ließ am selben Tag mitteilen, er habe nicht vor zurückzutreten.
Der Kreistag forderte am 18. August 2021 in einer einstimmigen Resolution (bei drei Enthaltungen von Mitgliedern der CDU-Fraktion) Pföhlers vollständigen Rückzug von seinem Amt.
Im September 2021 stellte Pföhler einen Antrag auf Versetzung in den Ruhestand wegen dauernder Dienstunfähigkeit.
Am 31. Oktober 2021 wurde er in den Ruhestand versetzt.
Seit August 2021 wurden Pföhlers Aufgaben vom Ersten Kreisbeigeordneten Horst Gies wahrgenommen. Gies unterlag bei der vorzeitigen Landratswahl am 23. Januar 2022 der parteilosen Bürgermeisterin der Verbandsgemeinde Altenahr, Cornelia Weigand, die 50,2 Prozent der abgegebenen Stimmen erhielt.
Pföhler wurde am 8. Juli 2022 vor dem Untersuchungsausschuss des Rheinland-Pfälzischen Landtags vernommen. Er verweigerte die Aussage und entschuldigte sich nicht bei den Flutopfern.
Vor dem Untersuchungsausschuss kam heraus, dass er in der Flutnacht die Leitstelle im Kreishaus in Ahrweiler zweimal besuchte, letztmals um 19.20 Uhr in Begleitung von Innenminister Roger Lewentz. An diesem Abend telefonierte er 13 Mal mit seiner Geliebten. Diese verweigerte vor dem Untersuchungsausschuss die Aussage zum Aufenthaltsort von Pföhler in der Flutnacht.
Die Staatsanwaltschaft Koblenz ermittelte gegen Pföhler, stellte aber im April 2024 die Ermittlungen mit der Begründung ein, dass „nicht mit an Sicherheit grenzender Wahrscheinlichkeit“ nachgewiesen werden könne, dass ein anderes Vorgehen Todesopfer verhindert hätte.
Danach wurde das 2021 eingeleitete Disziplinarverfahren, das während der staatsanwaltschaftlichen Ermittlungen ausgesetzt werden musste, sofort wieder aufgenommen. Über dessen vorläufiges Ergebnis unterrichtete der rheinland-pfälzische Innenminister am 4. Juli 2025 schriftlich den Innenausschuss des Landtags. Danach lägen gravierende beamtenrechtliche Pflichtverstöße im Zusammenhang mit der Flutkatastrophe im Ahrtal vor, insbesondere ein „Verstoß gegen das Rechtmäßigkeitserfordernis, gegen die innerdienstliche Wohlverhaltenspflicht sowie die im Beamtenstatusgesetz normierte Einsatzpflicht“. Dies könnte zur Disziplinarklage mit dem Ziel Aberkennung der Ruhegehaltsansprüche führen. Als vorläufige Maßnahme wird seitens des Innenministeriums beabsichtigt, zunächst ein Drittel von Pföhlers Ruhegehalt einzubehalten. Sowohl zum vorläufigen Untersuchungsergebnis als auch zur vorläufigen Maßnahme finden derzeit Anhörungen des ehemaligen Landrates durch das Innenministerium statt. Für die aktuelle Information des Innenausschusses und der Öffentlichkeit beruft sich das Innenministerium auf ein überragendes öffentlichen Interesse. Pföhlers Anwalt Olaf Langhanki bezeichnet es als „skandalös“, vor der Anhörung Pföhlers eine Pressemitteilung herauszugeben, und sieht darin einen Beweis für die „Befangenheit der Behörde“ gegenüber Pföhler. Das Vorgehen sei ein Manöver, um vom „Versagen der damaligen Landesregierung, des damaligen Innenministers und der ADD“ abzulenken.

## Persönliches
Pföhler ist verheiratet und hat einen Sohn.

## Publikationen
- Jürgen Pföhler: Zur Unanwendbarkeit des strafrechtlichen Rückwirkungsverbots im Strafprozessrecht in dogmenhistorischer Sicht. Duncker & Humblot, Berlin 1988, ISBN 3-428-06369-4. (Schriften zum Strafrecht; Heft 73) (Zugleich: Trier, Universität, Dissertation, 1986/87). (Neuausgabe 2021 bei Duncker & Humblot als pdf-Online-Ressource)